# جاك هاريس (مغني)
جاك هاريس (بالإنجليزية: Jack Harris)‏ هو مغني بريطاني، ولد في 3 أكتوبر 1951 في شورديتش ‏ في المملكة المتحدة.

## وصلات خارجية
- جاك هاريس على موقع ميوزك برينز (الإنجليزية)
- جاك هاريس على موقع ديسكوغز (الإنجليزية)